# لسی (فیلم ۱۹۹۴)
لسی (انگلیسی: Lassie) یک فیلم خانوادگی ماجراجویی آمریکایی به کارگردانی دنیل پتری است که در سال ۱۹۹۴ منتشر شد. در این فیلم تام گوایری، هلن اسلیتر، جاون تنی، فردریک فورست و ریچارد فارنزورث ایفای نقش می‌کنند. این فیلم دربارهٔ سگی داستانی به‌نام لسی است.